# Zarmanochegas
Zarmanochegas (Ζαρμανοχηγὰς; de acordo com Estrabão) ou Zarmarus (de acordo com Dião Cássio) foi um gimnosofista (filósofo nu), um monge da tradição Sramana (possivelmente, mas não necessariamente um budista) que, segundo os antigos historiadores como Estrabão e Dion Cássio, conheceu Nicolau de Damasco em Antioquia enquanto Augusto (falecido em 14 d.C.) governava o Império Romano, e logo depois seguiu para Atenas, onde se atirou ao fogo e se queimou até à morte. Estima-se que ele tenha morrido c. 22/21 a.C.

## Missão Pandion

A inscrição no túmulo de Zarmanochegas, em Atenas, afirma que ele veio de Barygaza. Este porto, nomeado no mapa como Barigaza no Golfo de Khambhat, facilitava o comércio com o antigo Axum, Egito, Arábia e as rotas de comércio marítimo através do vale do Tigre-Eufrates e da Roma Antiga.

Nicolau de Damasco descreve uma embaixada enviada pelo "rei indiano Porus (ou Pandion, Pandya ou Pandita (budismo)) a César Augusto". A embaixada viajou com uma carta diplomática sobre um pergaminho em grego. Um de seus membros era um sramana que se queimou vivo em Atenas para demonstrar sua fé. Nicolau de Damasco conheceu a embaixada em Antioquia (perto de hoje Antáquia na Turquia) e isso é relatado por Estrabão (XV, 1,73 ) e Dião Cássio (liv, 9). A autoimolação do monge gerou uma comoção e foi citada por Estrabão e Dion Cássio (Hist 54.9). Seu túmulo indicava que ele veio de Barygaza, que agora é Bharuch, cidade de Gujarat, perto da margem norte do rio Narmada; o nome é derivado de um dos antigos Rishis (Bhrigu) que moravam lá. Se o Sramana cronometrou sua morte para coincidir com a chegada de Augusto em Atenas, então a data seria o inverno de 22/21 a.C., quando Augusto cruzou da Sicília para a Grécia para visitar Atenas (Dion Cássio LIV, 7, 2-3). Em apoio a isso, Priaulx observa que o poeta Horácio faz alusão a uma missão indiana (Carmen Seculare 55, 56 (escrita em 17 a.C.), Ode 14, L.iv (13 a.C.) e Ode 12, L. i (22 a.C.)). Priaulx também observa que escritores posteriores como Floro (110 d.C.) (Hist. Roma IV C 12) e Suetônio (190 d.C.) (Augusto C21) se referem a esta missão indiana. Augusto em sua inscrição em Ancyra observa que "para mim foram enviadas embaixadas de reis da Índia, que nunca haviam sido vistos no campo de nenhum general romano".

## Autoimolação e tumba em Atenas

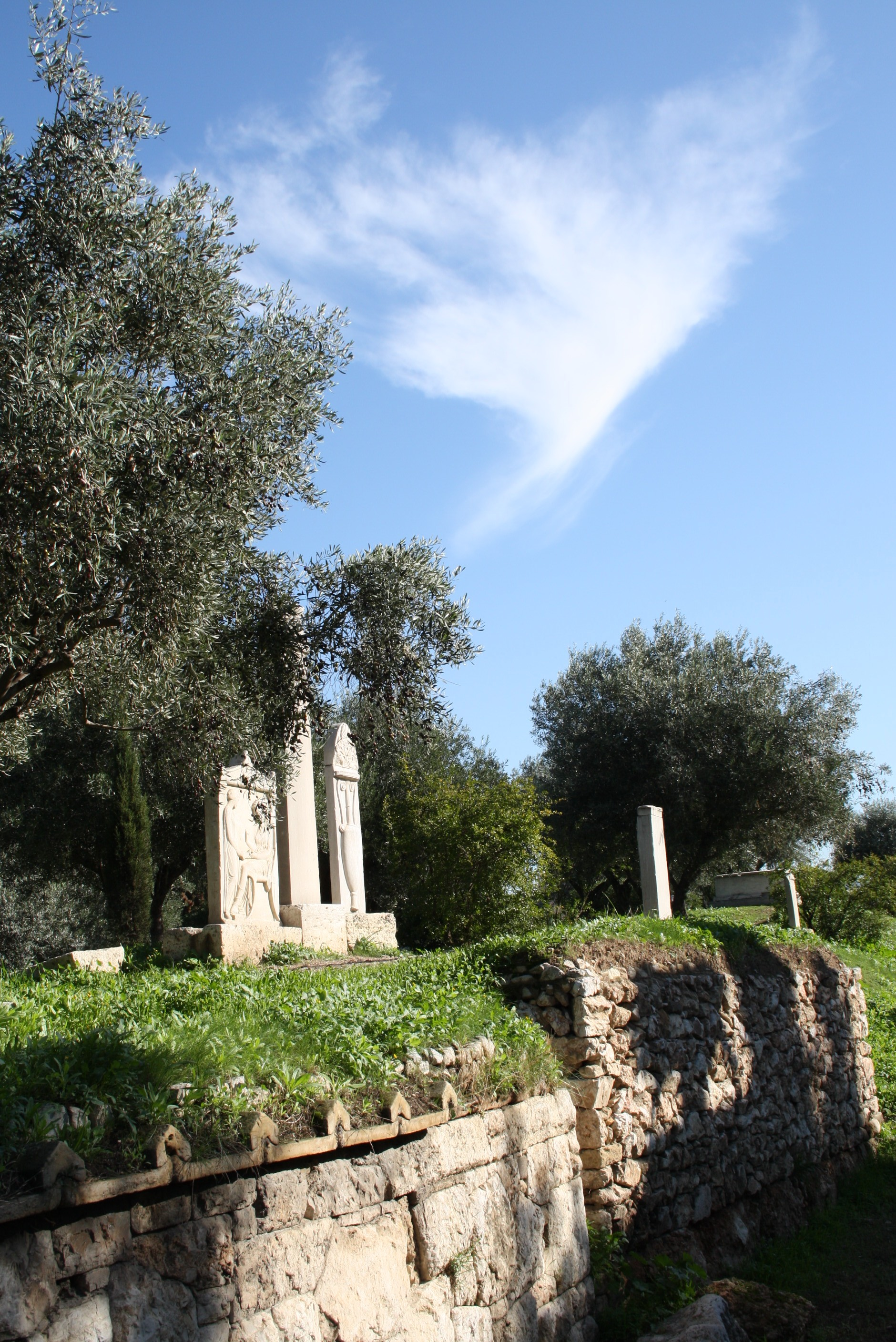
Cemitério Keramikos, Atenas - o túmulo de Zarmanochegas era bem conhecido em Atenas, segundo Plutarco.

Uma tumba foi feita para o sramana, ainda visível no tempo de Plutarco, que trazia a menção "ΖΑΡΜΑΝΟΧΗΓΑΣ ΙΝΔΟΣ ΑΠΟ ΒΑΡΓΟΣΗΣ" (Zarmanochēgas indos apo Bargosēs - Zarmanochegas, indiano de Bargosa).

O relato de Estrabão (falecido em 24 d.C.) na Geographia xv, i, 4 é o seguinte: 
 De um lugar na Índia e de um rei, a saber, Pandion, ou, segundo outros, Porus, presentes e embaixadas foram enviados a Augusto César. Com os embaixadores veio o gimnosofista indiano, que se entregou às chamas em Atenas, como Calanus, que exibiu o mesmo espetáculo na presença de Alexandre. 
 Estrabão adiciona (em xv, i, 73) 
 A esses relatos, pode-se acrescentar o de Nicolau Damasceno. Este escritor afirma que em Antioquia, perto de Dafne, ele se encontrou com embaixadores dos indianos, que foram enviados para Augusto César. Pareceu que da carta várias pessoas foram mencionadas, mas apenas três sobreviveram, a quem ele diz ter visto. O resto morreu principalmente em consequência da duração da jornada. A carta foi escrita em grego sobre uma pele; a importância disso era que Porus era o escritor, que embora ele fosse soberano de seiscentos reis, ainda assim ele estimava muito a amizade de César; que ele estava disposto a permitir-lhe uma passagem por seu país, em qualquer parte que quisesse, e ajudá-lo em qualquer empreendimento que fosse justo. Oito servos nus, com cintos em volta da cintura e fragrantes com perfumes, apresentaram os presentes que foram trazidos. Os presentes eram um Hermes (ou seja, um homem) nascido sem armas, que eu já vi, cobras grandes, uma serpente de dez côvados de comprimento, uma tartaruga de rio de três côvados de comprimento e uma perdiz maior que um abutre. Eles foram acompanhados pela pessoa, diz-se, que se queimou até a morte em Atenas. Essa é a prática com pessoas angustiadas, que buscam escapar das calamidades existentes, e com outras pessoas em circunstâncias prósperas, como foi o caso desse homem. Pois, como tudo o que havia prosperado até agora com ele, ele achou necessário partir, para que alguma calamidade inesperada não lhe acontecesse continuando a viver; com um sorriso, portanto, nu, ungido, e com o cinto em volta da cintura, ele pulou na pira. Em sua tumba estava esta inscrição:
ZARMANOCHEGAS, INDIANO, NATIVO DE BARGOSA, IMORTALIZADO DE ACORDO COM O COSTUME DE SEU PAÍS, AQUI JAZ.

 O relato posterior de Dion Cássio (falecido em 235 d.C.) diz: 
 Pois muitas embaixadas vieram até ele, e o povo da Índia, que já havia aberto as portas, agora fez um tratado de amizade, enviando entre outros presentes tigres, que foram vistos pela primeira vez pelos romanos, como também, penso eu, pelos gregos ... Um dos indianos, Zarmarus, por algum motivo desejou morrer, - ou porque, sendo da casta dos sábios, foi por isso movido pela ambição ou, de acordo com o costume tradicional dos indianos, por causa da velhice, ou porque ele queria fazer uma exibição para o benefício de Augusto e os atenienses (pois Augusto havia chegado a Atenas); - ele era, portanto, iniciado nos mistérios das duas deusas, que foram celebradas fora de temporada, dizem, por causa de Augusto, que também era um iniciado, e então ele se jogou vivo no fogo. 
 Com base nas diferentes maneiras pelas quais Estrabão e Dion Cássio dão o nome (Zarmanochegas, Zarmarus), estudiosos modernos tentaram interpretar a versão de Estrabão como uma combinação de duas palavras com informações adicionais (veja abaixo em "Interpretação da inscrição em relação à afiliação religiosa"), isso levanta a questão do estado da inscrição na tumba em diferentes momentos do passado.
Os Mistérios Eleusinianos (Ἐλευσίνια Μυστήρια) eram cerimônias de iniciação da antiguidade pré-histórica, focadas na imortalidade e realizadas em homenagem a Deméter e Perséfone, baseadas em Elêusis na Grécia antiga. Augusto tornou-se um iniciado em 22/21 a.C. e novamente em 19 a.C. (Dion Cássio 51,4.1 e 54,9.10). O posterior imperador romano Marco Aurélio também foi iniciado nos Mistérios de Elêusis em Atenas.
Plutarco (falecido em 120 d.C.) em sua "Vida de Alexandre", depois de discutir a autoimolação de Calanus da Índia (Kalanos), escreve: 
 O mesmo foi feito muito tempo depois por outro indiano que veio com César a Atenas, onde ainda lhe mostram o "Monumento do Indiano". 

## Interpretação da inscrição em relação à afiliação religiosa
Charles Eliot em seu Hinduísmo e Budismo: Um Esboço Histórico (1921) considera que o nome Zarmanochegas "talvez contenha as duas palavras Sramana e Acarya ". McCrindle (2004) deduz disso que Zarmanochegas era um sacerdote budista ou asceta.

H. L. Jones (2006) interpreta a inscrição como mencionada por Estrabão e vê duas palavras no início, em vez de um nome: 
 O mestre Sramana, um indiano, natural de Bargosa, tendo se imortalizado de acordo com o costume de seu país, jaz aqui. 
 Groskurd (1833) refere-se a Zarmanochegas como 'Zarmanos Chanes' e como 'sábio indiano' ('indischer Weiser').
Priaulx (1873) traduz o nome em sânscrito como Çramanakarja ("professor dos xamãs") e acrescenta "o que o indica como sendo da fé budista e um sacerdote, e, como prova sua morte, um sacerdote sincero em sua fé."
Halkias (2015) situa Zarmanochegas dentro de uma linhagem de sramanas budistas que adotaram o costume de se incendiar.

## Conhecimento romano antigo do estilo de vida dos monges indianos
Clemente de Alexandria (falecido em 215 d.C.) em seu Stromata (Bk I, cap XV), depois de observar como a filosofia floresceu na antiguidade entre os "bárbaros", afirma 
 Os gimnosofistas indianos também estão no número, e os outros filósofos bárbaros. E destes, existem duas classes, algumas delas chamadas Sarmanæ e outras, Brâmanes. E os sarmanes, chamados "Hylobii", não habitam cidades, nem têm telhados, mas são vestidos com casca de árvores, alimentam-se de nozes e bebem água nas mãos. Como aqueles chamados encratitas nos dias atuais, eles não conhecem casamento nem geram filhos. Alguns dos indianos também obedecem aos preceitos de Buda (Βούττα) que, devido à sua extraordinária santidade, elevaram às honras divinas. 